# Pont Confluences
Le pont Confluences est un pont en arc à tablier intermédiaire franchissant la Maine à Angers, dans le département de Maine-et-Loire et la région des Pays de la Loire en France. Il s'agit du huitième pont de cette ville, situé entre le pont Jean Moulin et le pont de la Haute-Chaîne. Ce franchissement est réservé à la première ligne de tramway ainsi qu'aux modes de transports doux, à savoir vélos et piétons, et en cas de nécessité, aux véhicules d’urgences.
Le pont Confluences est situé entre le centre hospitalier universitaire d'Angers, au sein du quartier de La Doutre, et le quartier Saint-Serge, aux abords du cinéma Pathé Angers Multiplexe et du siège d'Edf-Gdf Services Anjou.
D’une longueur totale de 293 mètres, le pont Confluences présente une travée principale de 161 mètres, présentant la particularité d’être suspendue à un arc métallique axial par le biais de suspentes rayonnantes. L’arc traverse le tablier sans être liaisonné à celui-ci.
Commencé en 2008, il est inauguré le soir du 15 octobre 2010.

## Histoire

### Le tramway d'Angers
La mise en place du tramway dans la ville d'Angers n'est pas une première, elle disposait déjà d'un réseau desservant certaines villes de l'agglomération comme les Ponts-de-Cé et dont l'inauguration date de 1896. Mais après la Seconde Guerre mondiale, il fut délaissé au profit d'une technologie jugée révolutionnaire à l'époque : l'autobus. Peu à peu, le nouveau mode de transport en commun remplace les tramways sur les différentes grandes lignes urbaines et c'est le 30 avril 1949 que ce dernier fit son ultime parcours dans la ville, les installations ferroviaires furent ensuite déposées.
Cependant, la ville est confrontée dans les années 1990 à une baisse de fréquentation des transports en commun, et une augmentation du trafic automobile. Des études de faisabilité d’une nouvelle ligne de tramway sont lancées en 2000. Le tracé de la première ligne et le lancement de sa réalisation, ainsi que la mise à l’étude de la seconde sont approuvées par le conseil d’Angers agglomération et le syndicat des transports angevins en 2003 parallèlement à l’adoption du  plan de déplacements urbains de la ville d'Angers. La communauté d’agglomération Angers Loire métropole (alM) et le groupement TSP, mandataire du maître d’ouvrage, retiennent, en août 2006, à l’issue d’un concours de maîtrise d’œuvre, le projet présenté par le groupement associant Egis JMI (mandataire), le cabinet d’architecture AOA (Lavigne-Ehéron), le paysagiste Avena et le cabinet Ece environnement.
La déclaration d'utilité publique est signée le 8 janvier 2007, et les travaux commencent la même année. La première ligne desservira la ville d'Avrillé et le quartier de la Roseraie, en passant par l'hyper-centre d'Angers et le centre hospitalier universitaire (plus gros employeur de l'agglomération avec 5 700 emplois), elle sera longue de 12 kilomètres et sur lesquels s'échelonneront 25 stations. C'est la société Alstom avec son modèle Citadis qui est chargée de la construction des rames, le réseau sera exploité par la Cotra (Keolis).

### Le tramway et lavoie sur berges

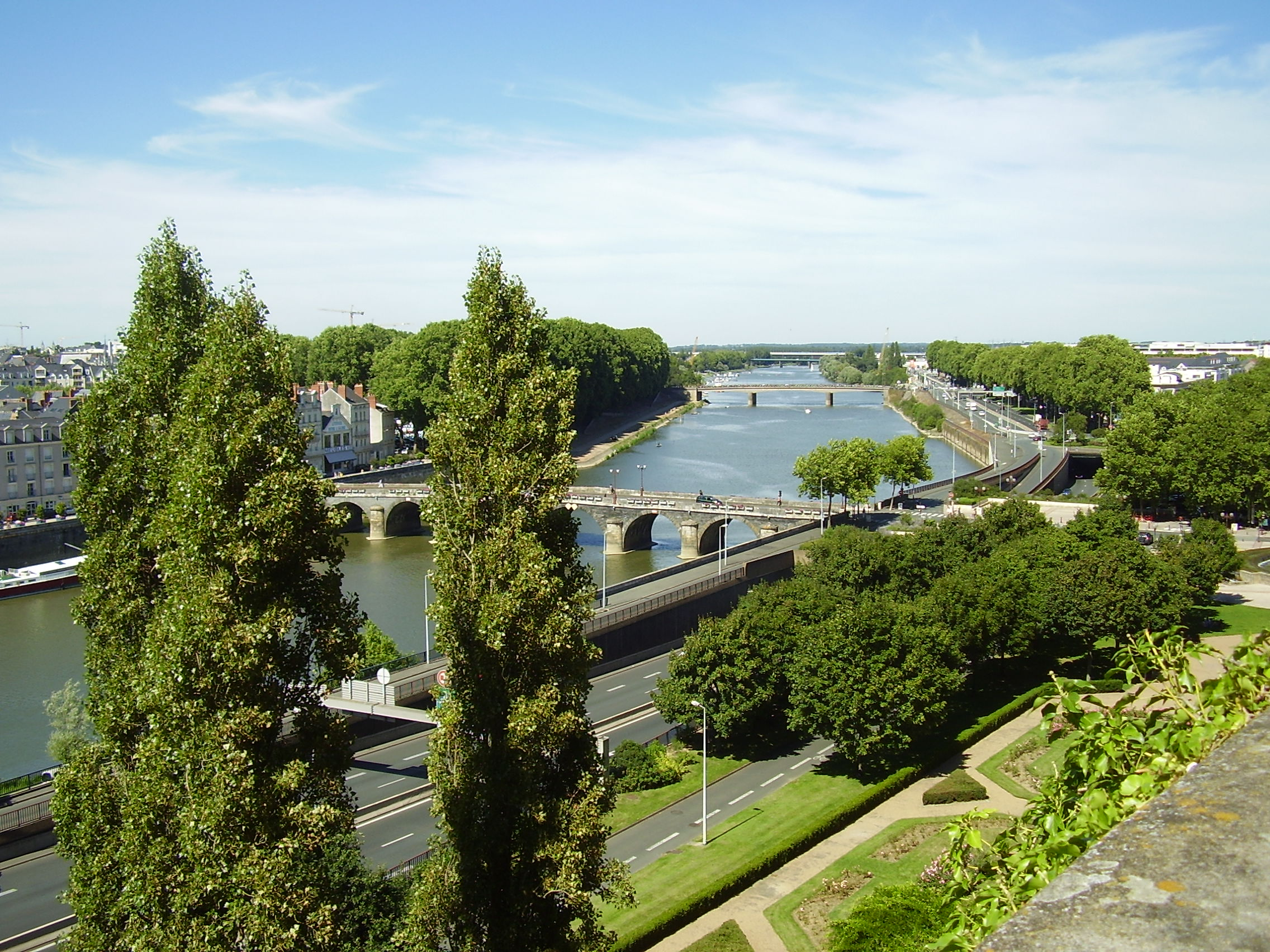
La Maine et la voie sur berges

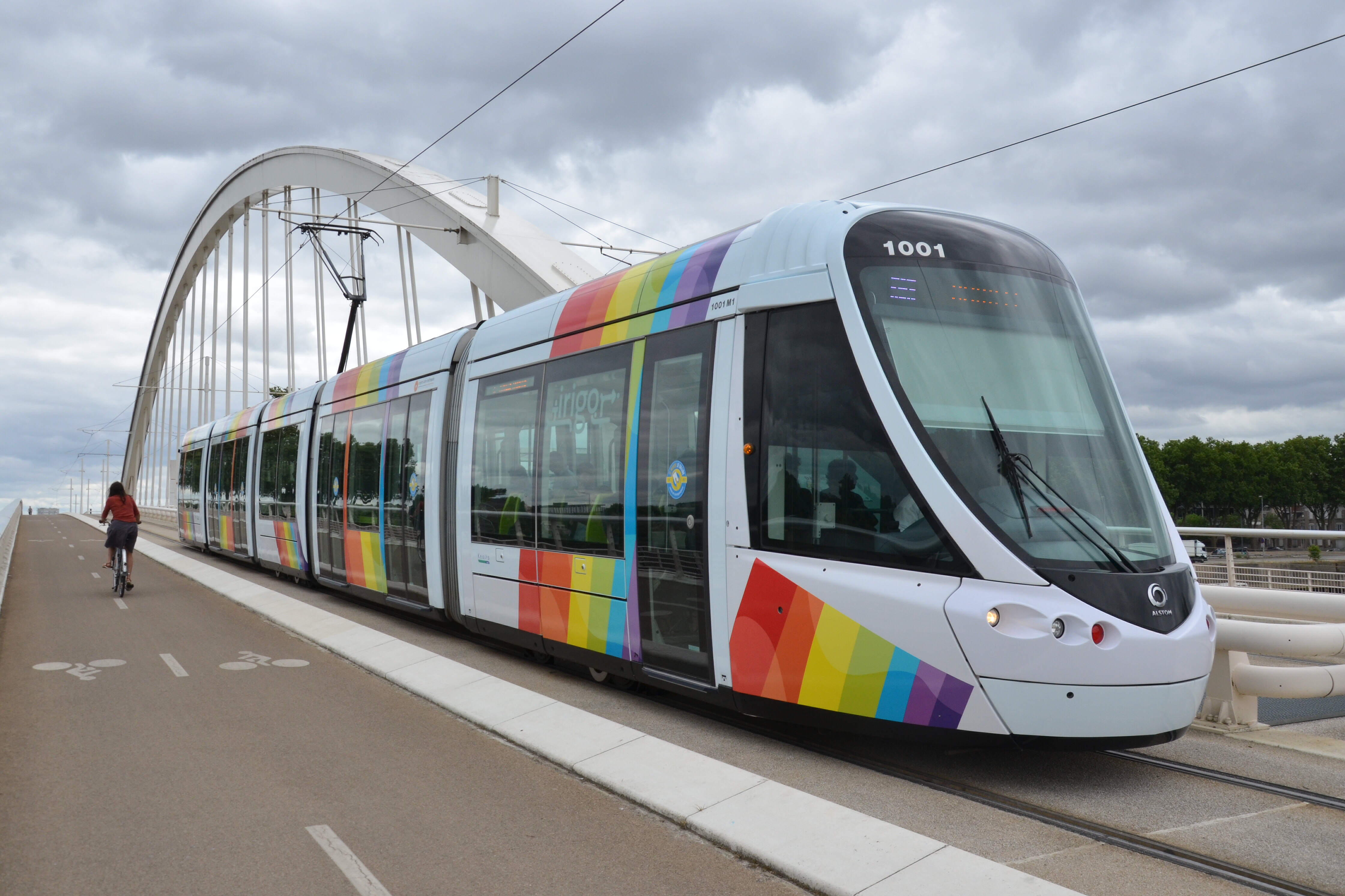
Le tramway d'Angers franchit le Pont Confluences

Le franchissement du tramway sur la Maine et sa position relative face à la quatre voies sur berge furent sources de discordes entre le conseil général, l'agglomération et la population angevine. Le problème le plus délicat concernait le projet de reconquête urbaine de ces berges de Maine qui n'établissait pas encore le sort définitif de la quatre voie en 2005, il fallait trouver des solutions fiables et concordantes pour ces deux projets sur le long terme. Lors de ce choix crucial, le contournement nord d'Angers n'était pas réalisé et il était alors inconcevable de réduire, voire couper le trafic routier à Angers sur l'axe Paris - Nantes par l'A11, cela réduisait encore le champ d'action des concepteurs. Enfin, la politique de désengorgement des voitures des centres-villes à des fins environnementales incitait les plus soucieux de l'écologie à contraindre explicitement les automobilistes sur des axes aussi fréquentés que la voie sur berges,.
Le projet initial comprenait un rond-point à l'intersection du pont et de la RD323, permettant une traversée à niveau du tramway et des automobilistes. Toutefois, il n'apportait pas de réponse concluante aux problèmes cités précédemment et la traversée des piétons ainsi que des cyclistes n'offrait pas de garanties de sécurité satisfaisantes. Une concertation entre les élus angevins et leurs concitoyens le 16 janvier 2006 abordait la solution d'une trémie urbaine, au même titre que la trémie du pont de la Basse-Chaîne, ou celle de l'esplanade du Quai Ligny, qui avait l'avantage d'être une solution plus réversible face au projet des rives de la Maine. Mais cette proposition fut réfutée par les élus, prétextant un surcoût de 6 millions d'euros.

### Choix de la dénomination
Le nom de « Confluences » fut finalement choisi par un jury d'élus, d'habitants et de représentants d'associations après l'analyse des quelque trois mille propositions envoyées par 1523 Angevins,.
Le maire d'Angers, Jean-Claude Antonini a déclaré : « Symbole du lien entre les deux rives, ce nom illustre parfaitement cette double confluence de la terre et de l'eau sur laquelle la ville d'Angers s'est ancrée ». Cela évoque implicitement l'union des rivières Sarthe, Mayenne et du Loir qui forment la Maine, au Nord d'Angers.

## Conception

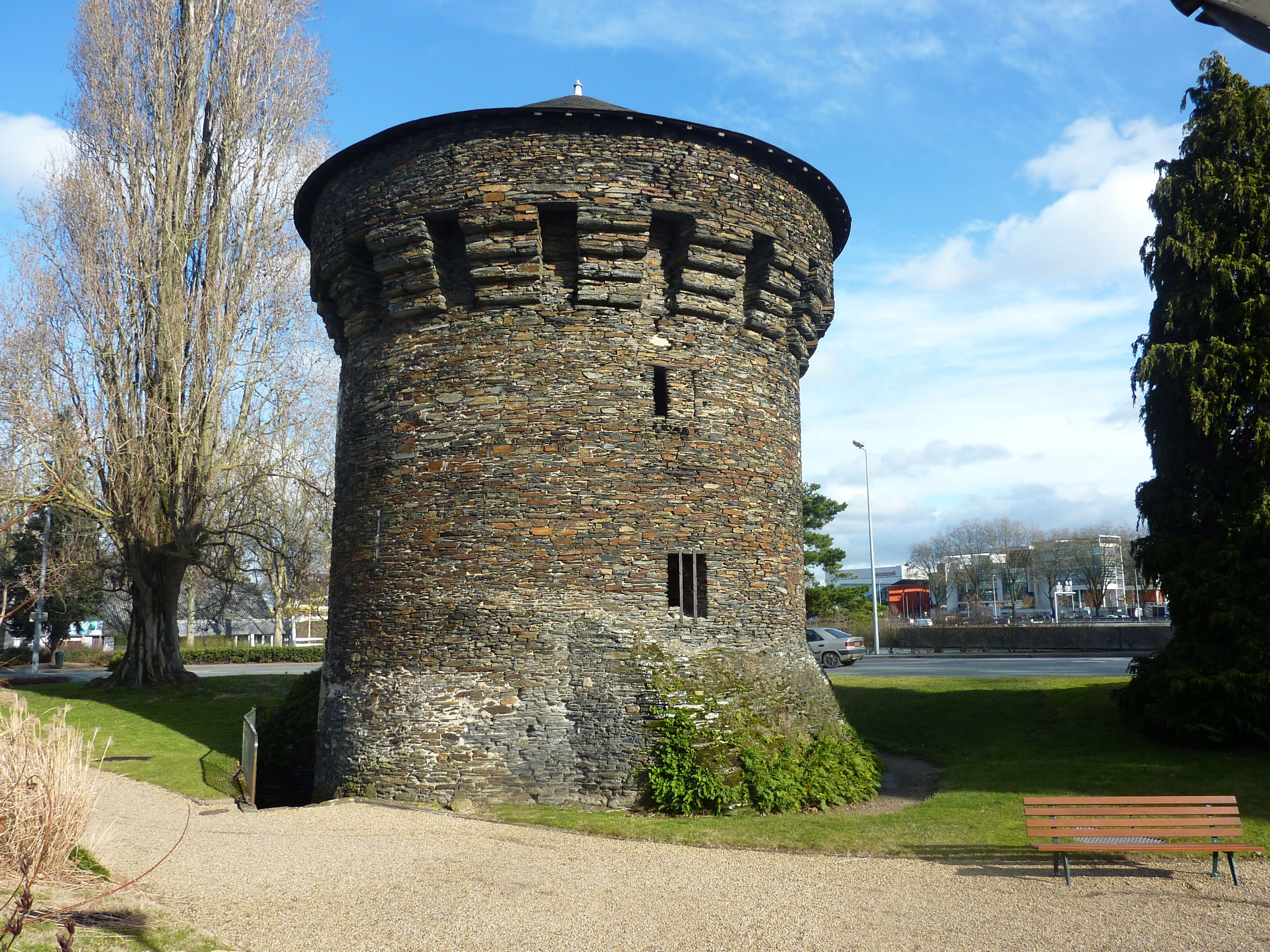
La tour des Anglais, sur la rive gauche

### Choix de l'ouvrage
Une des principales contraintes émise par le maître d'ouvrage visait à limiter l’impact hydraulique. La Maine, rivière longue d’une douzaine de kilomètres, prend en effet naissance à l’amont d’Angers, à la confluence de la Mayenne, de la Sarthe et du Loir, et se jette dans la Loire et son niveau dans la traversée d’Angers est fortement lié à celui de ses affluents et, par reflux, à celui de la Loire. Un appui en Maine aurait contribuer à aggraver une situation hydraulique déjà très vulnérable. Du fait de cette contrainte, le champ des possibilités envisageables au niveau technique était d’emblée limité car la largeur de la rivière à ce niveau atteint 130 mètres.
En outre, le projet se trouve à proximité de la Tour de la Haute-Chaîne ou Tour des Anglais, inscrite à l'inventaire des monuments historiques, et de la chapelle de l'hospice Sainte-Marie, inscrite à l'Inventaire général du patrimoine culturel,, ce qui a valu de la part des architectes des bâtiments de France (ABF) la recommandation de ne pas implanter de pylône de grande hauteur sur la rive gauche, afin de ne pas faire "concurrence" à ces bâtiments existants.
En liant ces contraintes avec le fait que les quatre ponts au sud du projet présentent des hauteurs variables (le pont de la Haute-Chaîne, le pont de Verdun, le pont de la Basse-Chaîne, et le pont de l'Atlantique), les concepteurs ont opté pour un ouvrage en arc sans appui dans le lit mineur « dont la forme élégante constituera un signe architectural fort à l'entrée d'Angers »,.
L’ouvrage présente une longueur totale de 293 mètres entre axes d’appuis des culées, se décomposant en une travée principale de 161 mètres et des travées d’accès de longueurs respectives 32, 40, 35 et 25 mètres. Il est prolongé en rive gauche par une rampe d’accès de 90 mètres, à l’extrémité de laquelle sera implantée la station de tramway Berges-de-Maine.

### Dimensionnement
La hauteur du tablier par rapport au sol fut essentiellement déterminée par le gabarit routier de 5 mètres nécessaire pour la RD323, cette dernière fut par ailleurs décaissée sur 300 mètres afin de pouvoir respecter ce gabarit ainsi que les 4 % de pente maximale admissible du tablier. En largeur, le tablier devait comprendre deux voies tramway de 3,00 mètres chacune (de bordure à bordure), un terre-plein central afin de permettre le passage de l'arche, ainsi qu'une voie pour piétons et une pour bicyclettes de 3,00 mètres chacune. La longueur utile du tablier est alors de 17 mètres et la longueur totale en incluant les corniches est de 19,96 mètres.
L'ouvrage a été étudié suivant les deux configurations de service qu'il sera susceptible de connaître, soit pour une configuration tramway ou sous circulation routière, à cela s'ajoutent des charges de 450 kg/m2 sur les trottoirs qui correspondent aux effets de foule devant être prises en compte, comme cela est prévu aux Eurocodes. Les béquilles de l'arche ont été calculées afin de résister à d'éventuels chocs de convois fluviaux qui peuvent causer l'effondrement de l'ouvrage comme ce fut malheureusement le cas pour le pont de Tjörn en Suède où huit personnes périrent en chutant dans la mer avec leurs véhicules. Les intensités des chocs imposées par le cahier des charges pour les béquilles du pont Confluences sont de 300 tonnes en choc frontal et de 150 tonnes pour un choc latéral. Le nouveau zonage sismique classe la ville d'Angers comme zone d'aléa faible, les dispositions constructives minimales ont alors été appliquées.

### Les acteurs
Le concours d'architecte a été remporté par le cabinet Architecture et Ouvrages d’Art, fondé par Charles Lavigne et actuellement dirigé par son fils Thomas Lavigne et Christophe Cheron. Ce cabinet n'opère pas en terrain inconnu puisqu'il a conçu, 20 ans auparavant, le pont Jean Moulin, tout juste en amont du pont Confluence. Ils ont su se faire remarquer dans le domaine des ouvrages d'art en participant notamment au pont de Normandie, au pont de l'île de Ré, ainsi qu'au pont Vasco de Gama (Portugal), des ouvrages remarquables de renommée internationale.
Vingt-et-une équipes d'architectes au total se sont penchées sur ce projet du franchissement de la Maine par le tramway, une première sélection a retenu Marc Mimram, Dietmar Feichtinger, Stéphane Mikaelian et donc le lauréat, la SARL Architecture et Ouvrages d'art.
Les missions confiées au groupement de concepteurs comprenaient la maîtrise d’œuvre complète de la réalisation de l’ouvrage de franchissement et de sa rampe d’accès en rive gauche, de l’abaissement de la voie sur berge au droit du pont, et de l’aménagement du quai Félix-Faure, ainsi qu’une mission de maîtrise d’œuvre limitée aux seules études préliminaires pour ce qui concerne le réaménagement des berges de la Maine.
Ces missions sont menées en partenariat avec les équipes pluridisciplinaires d’Egis eau, Egis aménagement, et des cabinets JPlL conseil et Boplan.
Le marché de travaux principal (ouvrage d’art), organisé en deux lots techniques (génie civil et équipements, charpente métallique) a été attribué en février 2008 au groupement d’entreprises ETPO-Baudin-Châteauneuf. L'entreprise mandataire du chantier est la société ETPO, basée à Nantes, pour la partie génie civil, en cotraitance avec la société Baudin-Châteauneuf de Châteauneuf-sur-Loire (Loiret), qui traite, quant à elle la partie métallique. Ces entreprises travaillent régulièrement sur des ouvrages d'art exceptionnels et ont notamment construit de nombreux ponts sur la Loire,. Nous pouvons citer comme référence le pont de Tancarville pour Baudin-Châteauneuf et le Viaduc de Redon, en Ille-et-Vilaine, pour ETPO.
Les différents intervenants de l'opération sont indiqués ci-dessous :
| Maîtrise d'ouvrage             | Principale              |                          | Communauté d'agglomération d'Angers Loire Métropole                         |
| Maîtrise d'ouvrage             | Déléguée                |                          | TSP (Transport en Site Propre)                                              |
| Conception et Maîtrise d'œuvre | Conception              |                          | Architecture et Ouvrages d’Art, associés Thomas Lavigne & Christophe Cheron |
| Conception et Maîtrise d'œuvre | Maître d'œuvre          |                          | EGIS JMI (EGIS et Jean Muller International) ECE Environnement              |
| Conception et Maîtrise d'œuvre | OPC                     |                          | Ceroc Loire Bretagne                                                        |
| Conception et Maîtrise d'œuvre | Contrôle technique      |                          | Apave Socotec                                                               |
| Conception et Maîtrise d'œuvre | Coordonnateur SPS       |                          | Norisko                                                                     |
| Réalisation                    | Génie civil             | Titulaire                | ETPO (Entreprise de Travaux Publics de l'Ouest)                             |
| Réalisation                    | Génie civil             | Terrassements            | Guintoli                                                                    |
| Réalisation                    | Génie civil             | Fondations               | Semen TP                                                                    |
| Réalisation                    | Génie civil             | Pieux forés              | Infraco                                                                     |
| Réalisation                    | Génie civil             | Armatures                | Welbond                                                                     |
| Réalisation                    | Génie civil             | Géotechnique             | Fugro                                                                       |
| Réalisation                    | Construction métallique | Titulaire                | Baudin-Châteauneuf                                                          |
| Réalisation                    | Construction métallique | Levage                   | Lorlev                                                                      |
| Réalisation                    | Construction métallique | Étanchéité               | M.I.E.                                                                      |
| Réalisation                    | Divers                  | Équipements ferroviaires | Colas Rail                                                                  |
| Réalisation                    | Divers                  | Aménagements paysagers   | S.A.R.L Pierre Goujeon                                                      |

## Description de l'ouvrage

### Caractéristiques
Le pont confluences mesure au total 293 mètres de long sur 17 mètres de large de culée à culée. Il comprend une travée suspendue par une arche au-dessus de la Maine sans jamais reposer dans le lit de la rivière, puis un viaduc franchissant la RD323 avec le parvis aménagé face au multiplexe Pathé. Il rejoint enfin le niveau de la chaussée grâce à une rampe d'accès de 90 mètres. L'arche constitue la structure porteuse de la plus grande travée au-dessus de la Maine, ce qui amène à classer cet ouvrage parmi les ponts en arc, bien qu'il soit formé également du viaduc d'accès d'une longueur relativement importante, qui serait classé parmi les ponts à poutres.

Élévation du pont Confluences sur la Maine

### Piles et culées

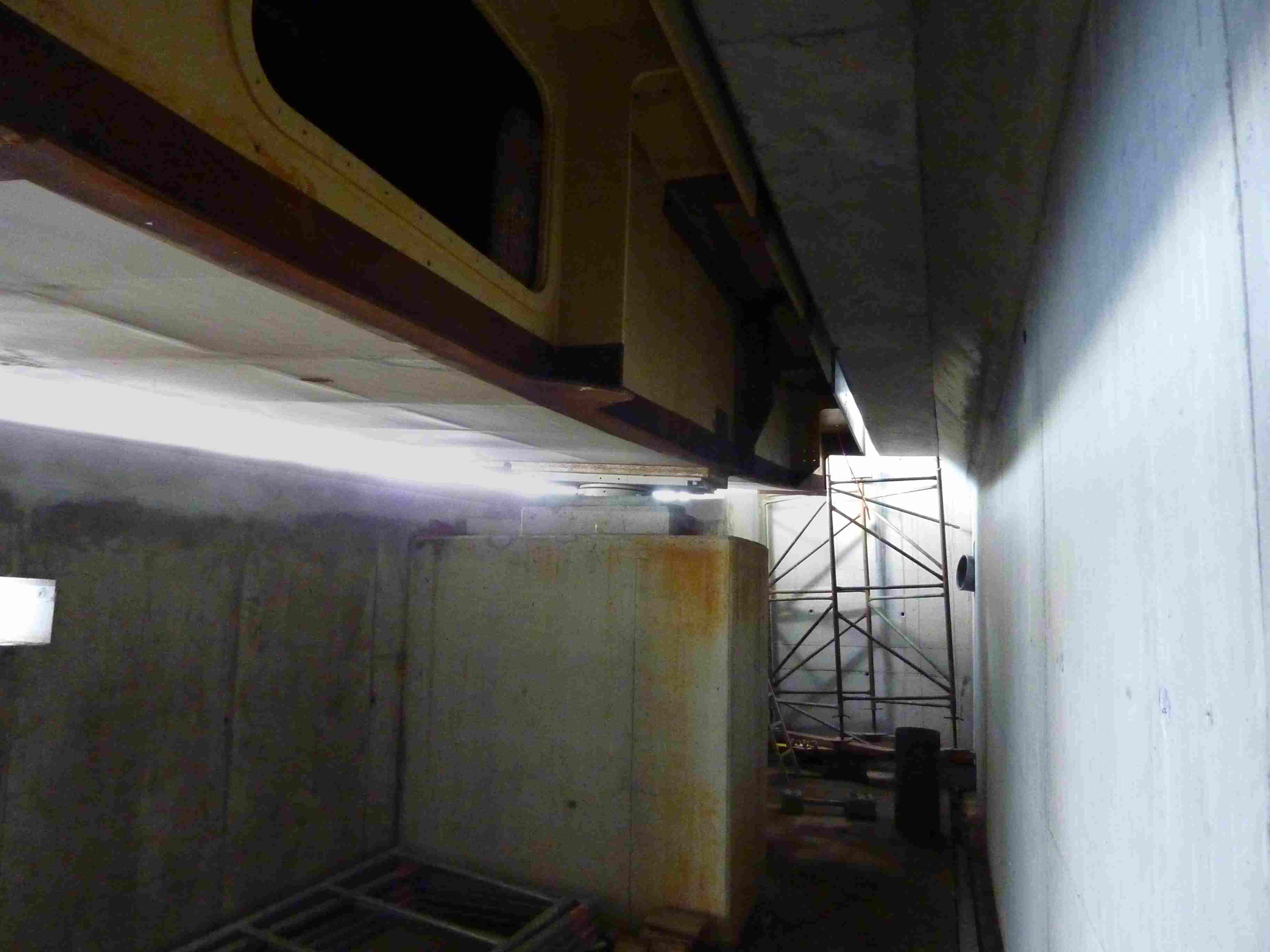
Intérieur de la culée C0 en construction

Les piles, toutes situées sur la partie est de l'ouvrage, sont au nombre de huit et placées par paires, elles sont en béton armé et reposent sur des pieux forés. Du fait de leur faible surface en tête, elles ne disposent pas de plots de vérinage classiques en béton disposés près des plots de bossage mais de platines en acier sur les faces latérales de la pile. Ces platines serviront de supports pour des éventuels vérinage à l'avenir, elles ont également été utilisées pour l'étaiement du tablier. La dalle orthotrope repose sur des appuis à pots permettant des translations, excepté pour les appuis des piles P3 au point haut de l'ouvrage, ils sont encastrés dans les bossages inférieurs et supérieurs, la dilatation du tablier s'effectue de part et d'autre de ce point.
Les culées C0 et C7 sont creuses, elles sont constituées d'un chevêtre reposant sur des pieux forés ancrés dans le schiste et disposent de dalles de transition articulées qui évitent un tassement du sol au-delà du joint de chaussée. On peut observer sur la photographie ci-contre la jonction entre le tablier et la culée, il repose sur des appuis à pots et fait face à une casquette en béton armé où se situe le joint de chaussée, les trappes de visite du tablier sont accessibles depuis ces culées. Les voiles cintrés ainsi que le mur de soutènement de la culée C0 sont recouverts de moellons en ardoise.
La rampe d'accès sur la rive est de l'ouvrage repose sur un sol renforcé à l'aide d'inclusions rigides (180 pieux en béton non-armé de 400 millimètres de diamètre sur 13 mètres de profondeur) sur lesquelles vient s'appuyer un matelas de transfert de charge d'un mètre d'épaisseur. Ces dispositions visent à éviter un tassement du sol sur le long terme. Les murs de soutènements périphériques sont composés de béton architectonique avec des corniches en béton blanc.

### Le tablier

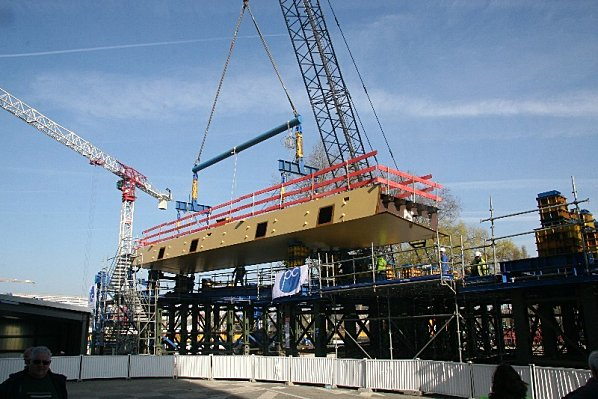
Pose du premier tronçon de tablier

Le tablier est un caisson métallique en dalle orthotrope profilé en aile d'avion, de 18,10 mètres de largeur (19,93 mètres en comprenant les corniches) et de hauteur constante avec quatre trémies dans l'axe, deux pour le passage de l'arche et deux autres pour les escaliers d'accès de part et d'autre de la voie sur berge. Ce caisson mesure 1,43 mètre à l'axe et s'amincit jusqu'à 0,74 mètre aux extrémités, la tôle supérieure est raidie par 24 augets en acier placés dans le sens de la longueur du tablier tandis que la tôle d'intrados est raidie par des plats métalliques, ces deux tôles sont rejointes par des pièces appelées diaphragmes, disposés tous les 5 mètres qui permettent de rigidifier l'ensemble. Les tôles utilisées ont des épaisseurs de 10 à 20 millimètres pour les membrures, et de 10 à 30 millimètres pour les âmes, avec des nuances d'acier de S355 K2 et S355 N.
Les différents éléments ont été assemblés dans l'atelier de Baudin-Châteauneuf dans le Loiret par tronçons d'environ 25 mètres de longueur avec cinq unités dans la largeur du tablier, ils pèsent entre 30 et 50 tonnes pour les plus lourds. Ces tronçons sont positionnés dans un premier temps en atelier afin de vérifier qu'ils s'emboîtent correctement. Ils sont ensuite acheminés sur chantier par convois exceptionnels puis levés et positionnés à l'aide d'une grue mobile de 180 tonnes sur la rive est de l'ouvrage, la jonction définitive des tronçons est alors réalisée par soudage dans un abri spécialement conçu pour lutter contre les intempéries, l'ouvrage est ainsi composé de 60 tronçons au total.

Opération de lançage du tablier

Lorsque dix tronçons sont assemblés, l'opération suivante consiste à pousser le tablier au-dessus de la voie sur berges et de la Maine par une technique appelée lançage. Un avant-bec est placé à l'avant du tablier tandis qu'un arrière-bec est placé à l'arrière des derniers tronçons assemblés, entre les deux, le tablier repose sur des appuis en téflon lubrifiés afin de réduire les frottements et donc les efforts à mettre en œuvre pour faire glisser l'ouvrage. Un treuil, situé sous les derniers tronçons assemblés est relié à l'arrière-bec en passant par une poulie de renvoi fixe, permet de tirer l'arrière du tablier (voir schéma ci-dessous) à une vitesse de trente-cinq mètres par heure,, l'autre treuil situé derrière l'ouvrage, appelé treuil de retenue permet de réguler l'avancement du pont et de le freiner lorsque l'opération est terminée. Un système de moufle démultiplie les efforts du treuil de 3 tonnes à 35 tonnes. Le déplacement est vérifié en permanence, des vérins hydrauliques de guidage permettent notamment d'affiner très précisément la trajectoire du tablier.

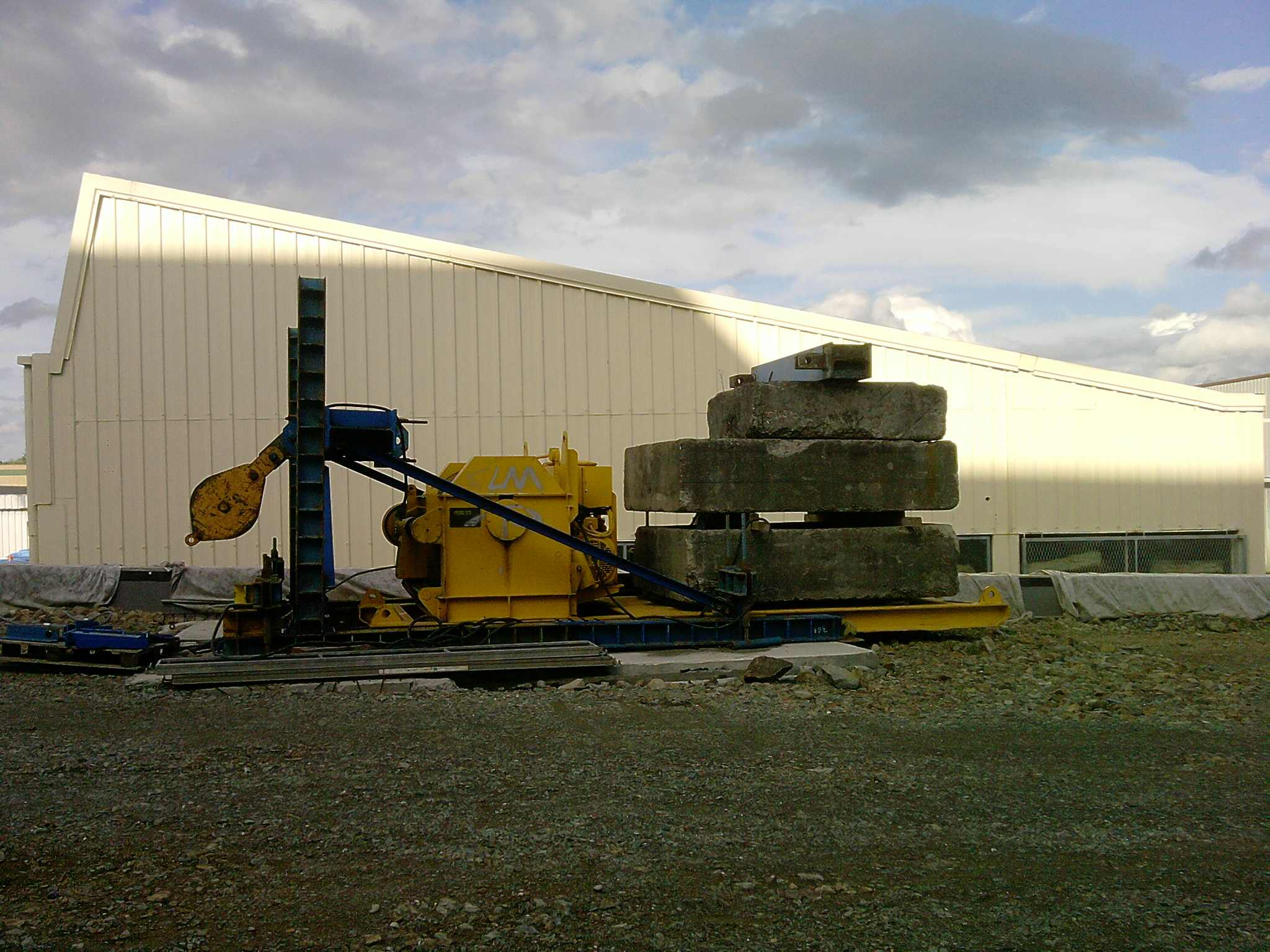
Treuil de retenue situé à l'arrière du tablier
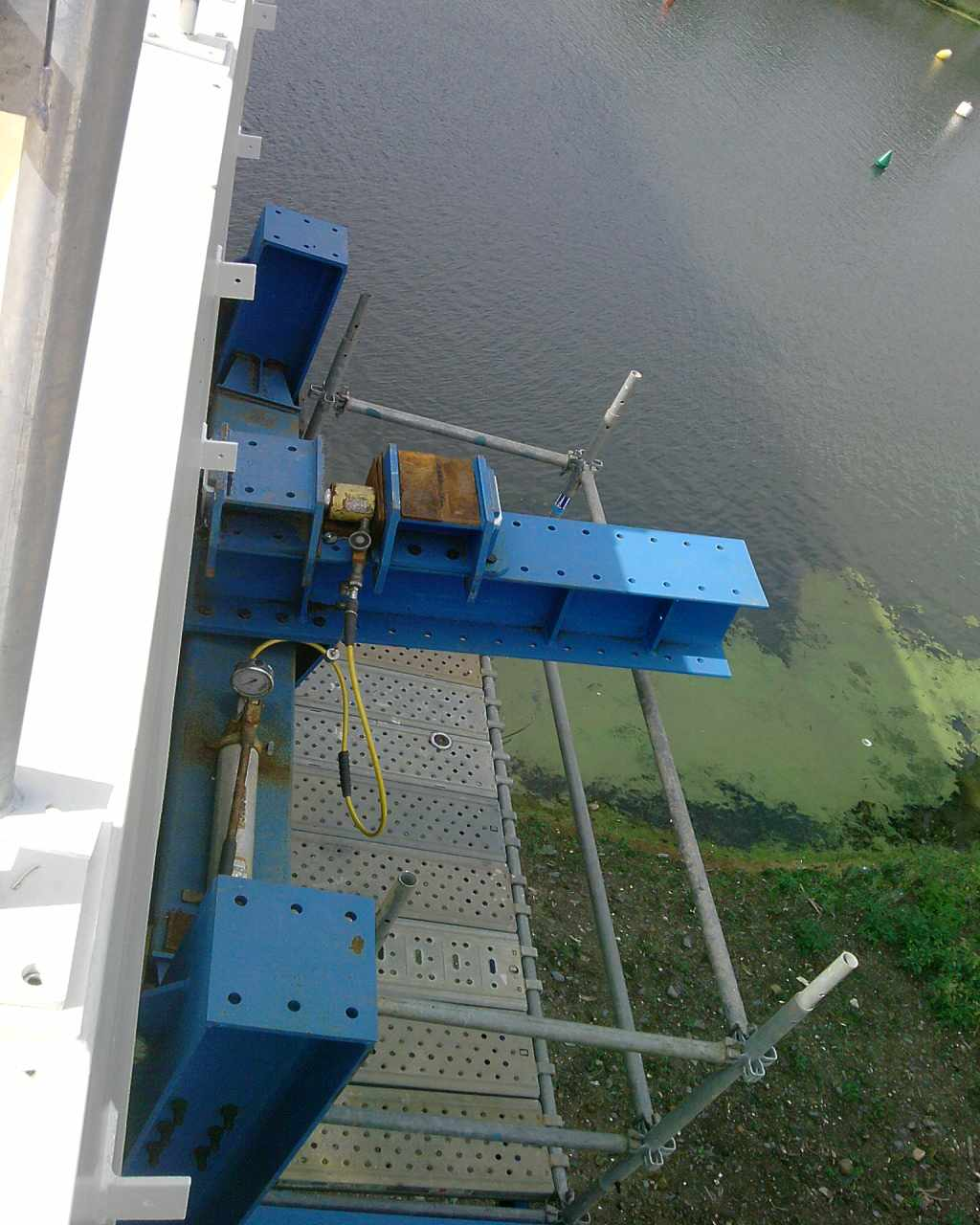
Vérin de guidage sur les palées provisoires
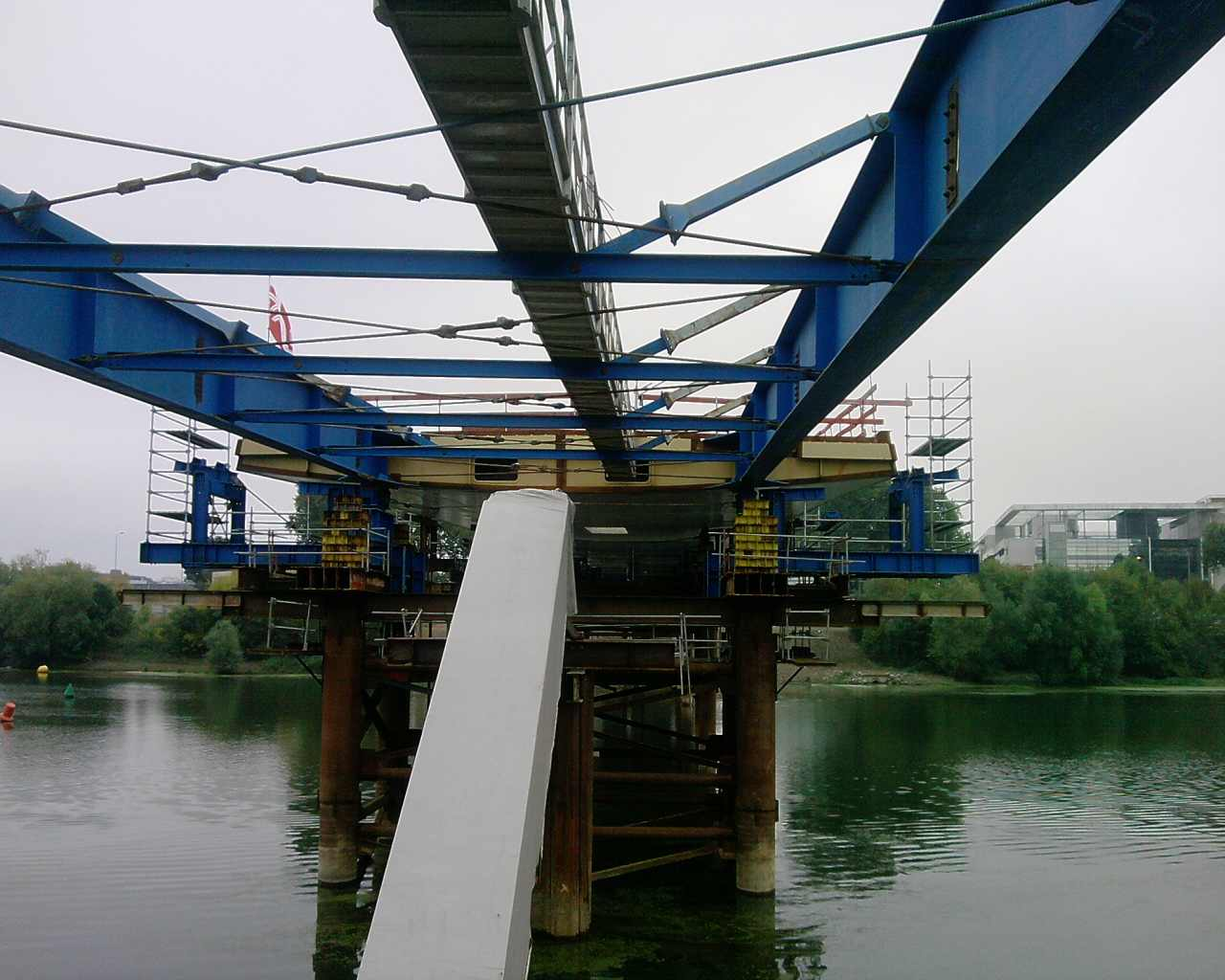
Avant-bec du tablier
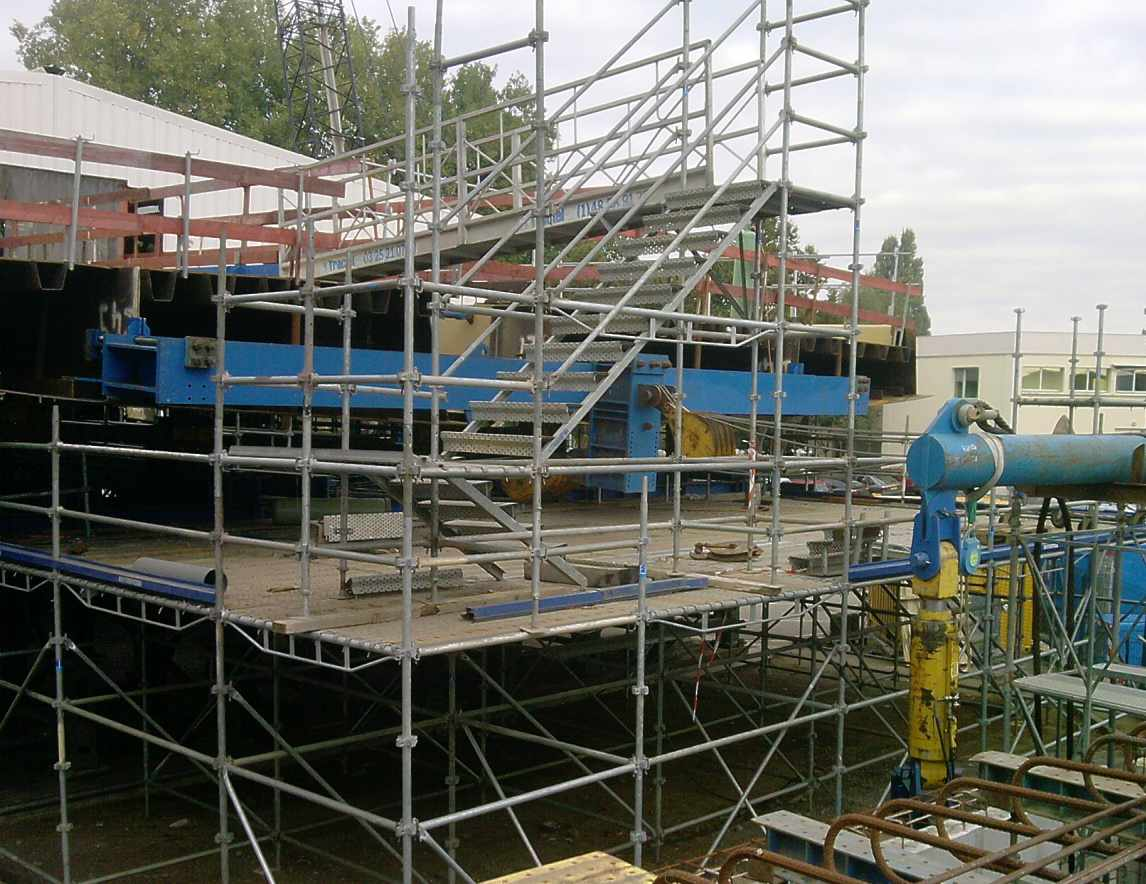
Arrière-bec du tablier

Lorsque le dernier lançage est terminé, l'ouvrage subit une phase de dévérinage où il est descendu au niveau de ses appuis définitifs.

### L'arche

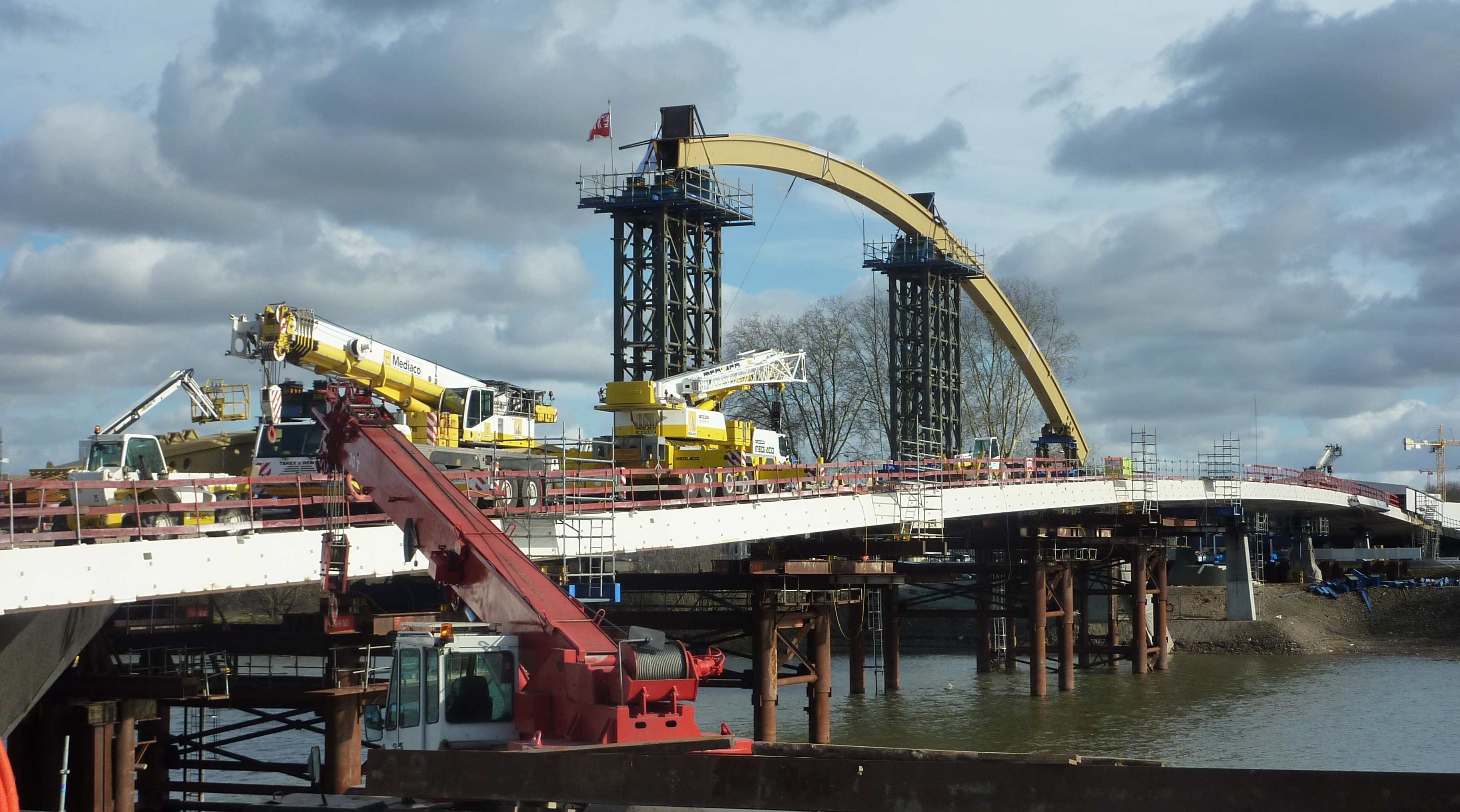
Mise en place de l'arche

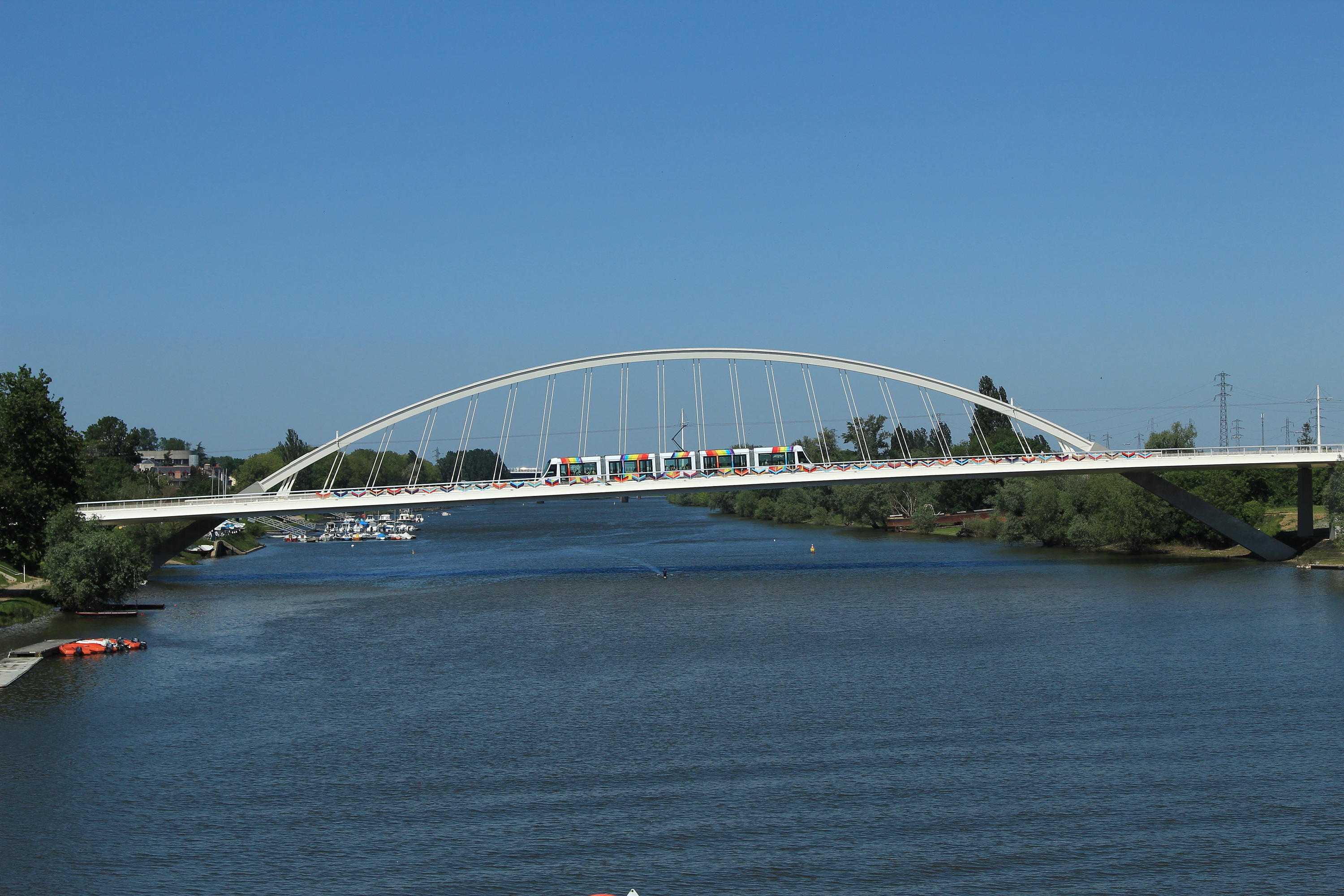
Le pont Confluences vu de profil depuis le pont de la Haute-Chaîne.

L'arche soutenant le pont n'est pas monolithique, elle est composée de béquilles en béton armé et d'une partie centrale métallique qui reprend les suspentes. Située dans l'axe du tablier, elle le "traverse" sans aucune liaison mécanique, à travers deux simples réservations au sein du caisson métallique. Sa section est de type trapézoïdal, les sections dans la partie béton sont plus importantes que dans la partie en acier, les béquilles en béton s'affinent au fur et à mesure que l'on se rapproche du point haut. L'arc métallique forme un arc de cercle de 98 mètres de rayon.
Ce type de structure nécessite des assises très stables car tous les efforts de flexion dus au soutien du tablier sont transmis en efforts de compression dans ces assises. Des batardeaux ont alors été conçus pour atteindre le schiste ardoisier sain et stable, celui de la rive est mesurait 17 mètres en longueur et en largeur et descendait à 12 mètres sous le niveau de la Maine, les fondations dans ce batardeau sont composées de 56 micropieux verticaux de diamètre 150 millimètres et de 9 à 12 mètres de profondeur, 1 200 mètres cubes de béton furent ensuite coulés d'une seule traite afin de réaliser une base homogène et sans discontinuité,.. Sur la rive ouest, la béquille repose sur une semelle de dimensions 15,20 par 15,70 mètres avec une bêche inclinée, Des reconnaissances géotechniques complémentaires ont conduit à mettre en œuvre un renforcement composé de 30 micropieux de diamètre 150 millimètres inclinés entre 30° et 50° sur l’horizontale et d’une longueur de 4 à 9 mètres.
La superstructure de l'arche a nécessité des moyens importants du fait de sa forme, sa taille et de sa complexité. Les béquilles en béton furent coulées dans des coffrages spéciaux réalisés sur mesure afin de supporter une telle pente et une section inhabituelle, des palées provisoires battues dans le lit de la Maine en guise d'étaiement assurent le maintien de ces béquilles avant le clavage complet de tous les éléments de l'arc. L'arche n'a pas été réalisée intégralement pour ne pas obstruer le passage du tablier poussé depuis la rive est qui heurtait nécessairement sa trajectoire, imposant aux constructeurs un phasage en quatre temps :
- bétonnage des béquilles
- mise en place du tablier

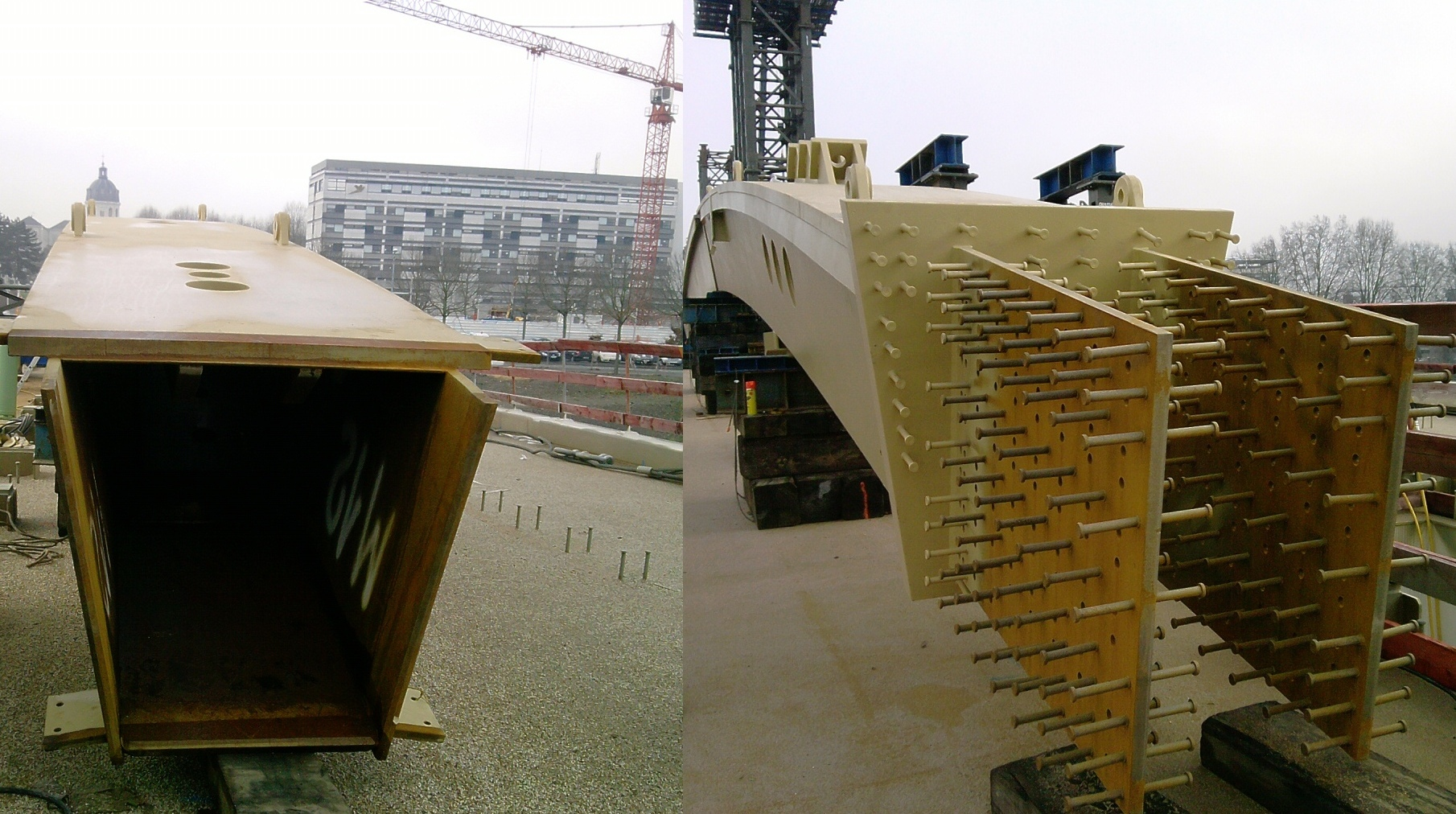
Coupe de l'arche métallique et vue sur la platine de liaison acier/béton rive ouest

- pose, assemblage puis soudage de l'arche métallique
- clavage béquille/arche métallique

Le clavage entre l'acier et le béton est l'opération finale étant donné que l'arche métallique et les suspentes qui retiennent le tablier doivent être positionnées avec une très grande précision afin d'équilibrer au mieux les charges, la béquille ne requérant pas un tel degré de précision.
Cette arche métallique est composée d'un caisson de section trapézoïdale de section constante 1400 × 800 × 1 220 (h) millimètres formé de tôles d'acier d'épaisseurs variant entre 30 et 80 millimètres de nuances S355 K2 et S355 N, certaines membrures sont composées d'acier S460 ML. Elle est arrivée par convois exceptionnels en six tronçons, stockés directement sur le tablier, ces tronçons furent placés puis assemblés deux à deux au niveau de la chaussée du pont avant d'être mis sur leurs emplacements définitifs, ce dernier positionnement est effectué par double levage à l'aide de deux grues mobiles de 130 tonnes. L'ouvrage présente cependant une dissymétrie dans le profil en long, l’axe de symétrie de l’arc est légèrement incliné par rapport à la verticale, ce qui engendre des efforts plus importants sur la rive ouest, la liaison acier/béton sur ce côté est notamment doté d'une importante platine en acier, ce qui n'est pas le cas sur la liaison côté est.

### Suspension
Le tablier est suspendu à l’arche métallique par l’intermédiaire de vingt paires et triplettes de suspentes rayonnantes, espacées de 5 mètres à leur jonction avec le tablier. Ces suspentes sont pour la partie courante des barres de diamètres 100, 120 et 140 millimètres en acier S460, les suspentes aux extrémités de l'arche sont, quant à elles composées de trois barres articulées à chaque extrémités, cette disposition est due au fait qu'il s'agit des suspentes les plus sollicitées de l'ouvrage, en effet, elles reprennent une partie du poids des travées non suspendues situées au-dessus des béquilles en béton. La liaison se fait par clavette dans les parties basses et par le biais d'une chaise d'ancrage intégrée au caisson de l'arche dans la partie supérieure. Le tablier reposait durant la phase de construction sur les palées provisoires implantées dans le lit de la Maine, il fallait donc effectuer un transfert de charge vers les suspentes, cette opération délicate devait être réalisée avec précision de façon à équilibrer correctement la charge reprise par chaque suspente.

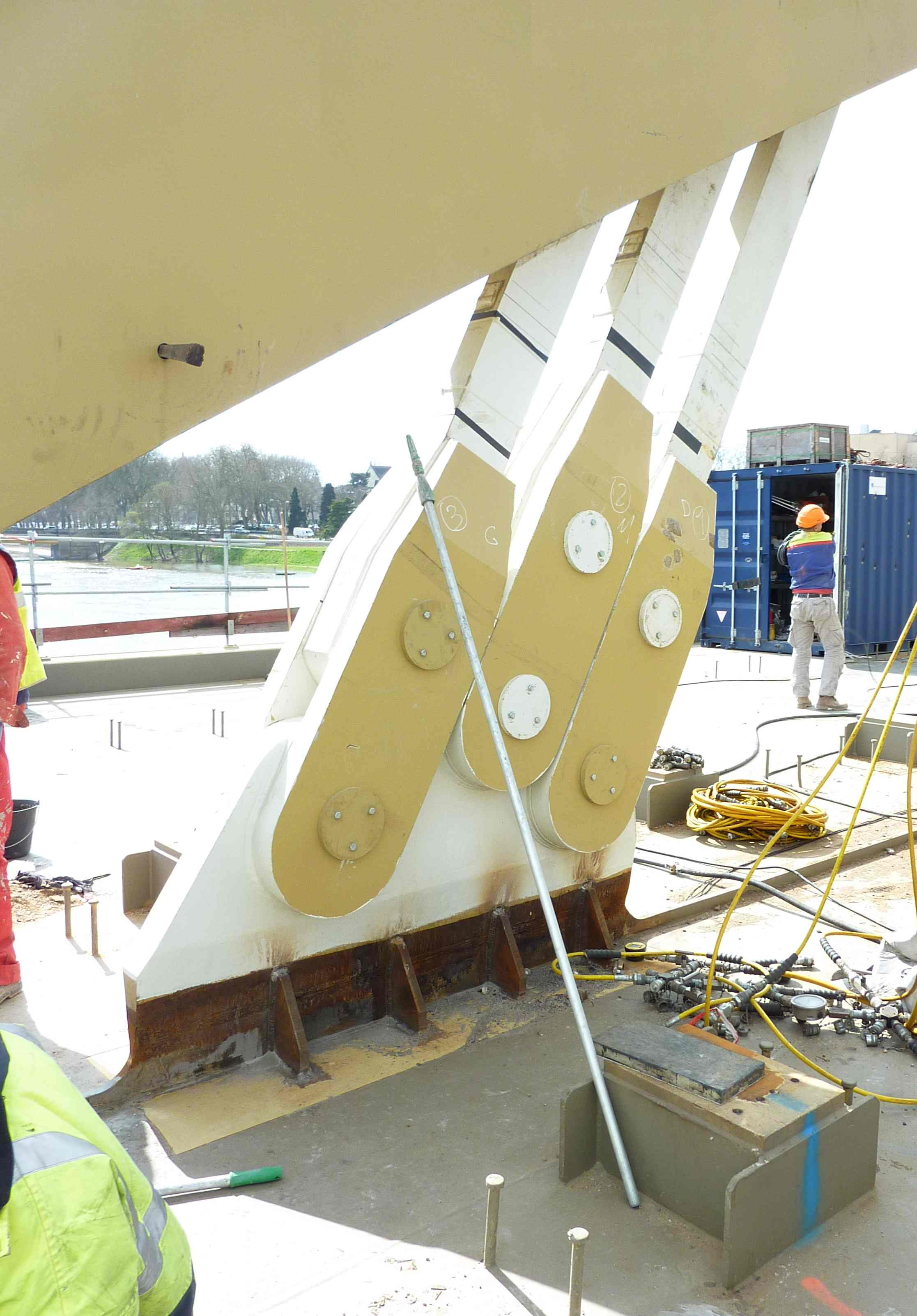
Biellettes de suspension
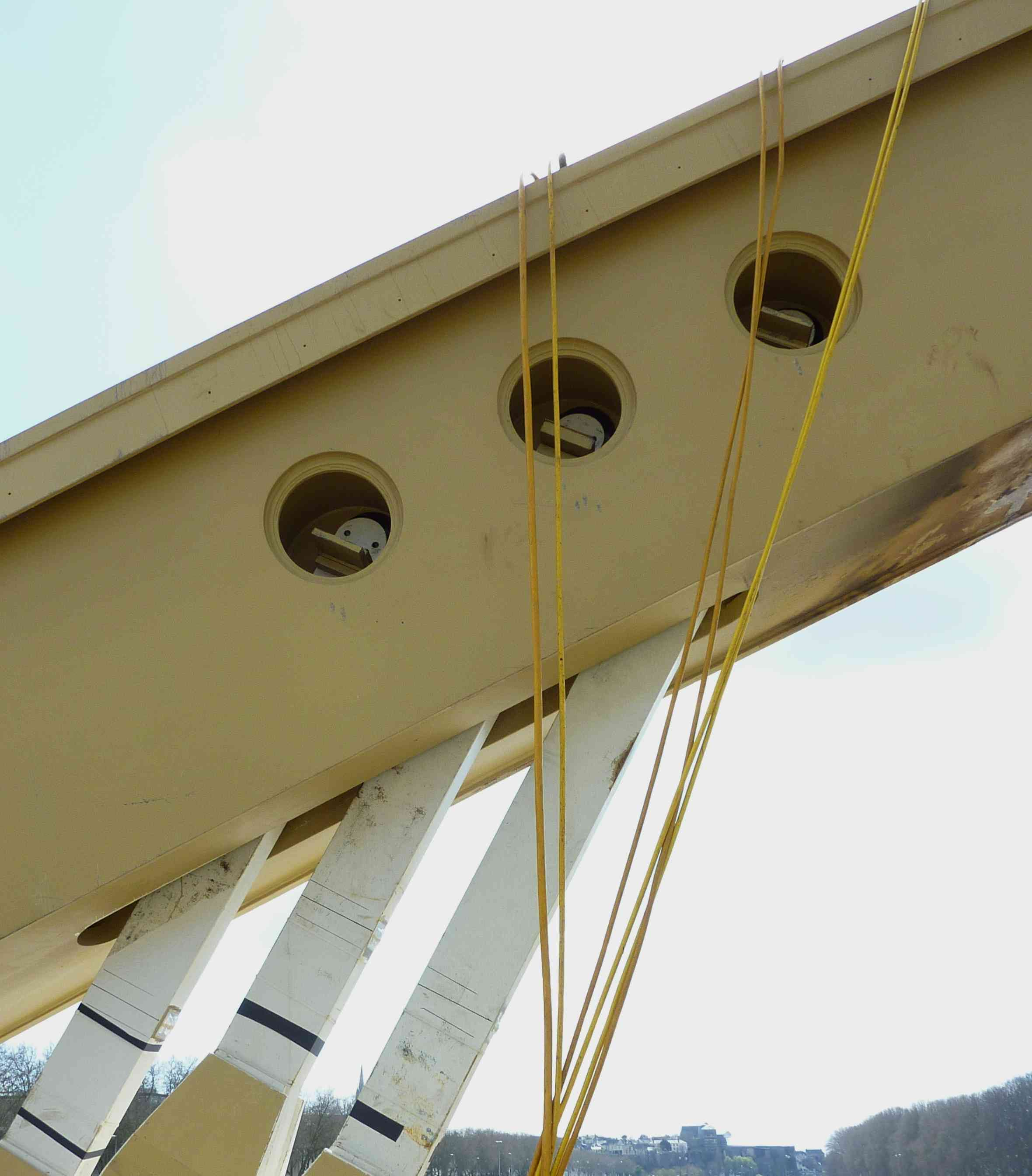
Ancrage des suspentes dans l'arc
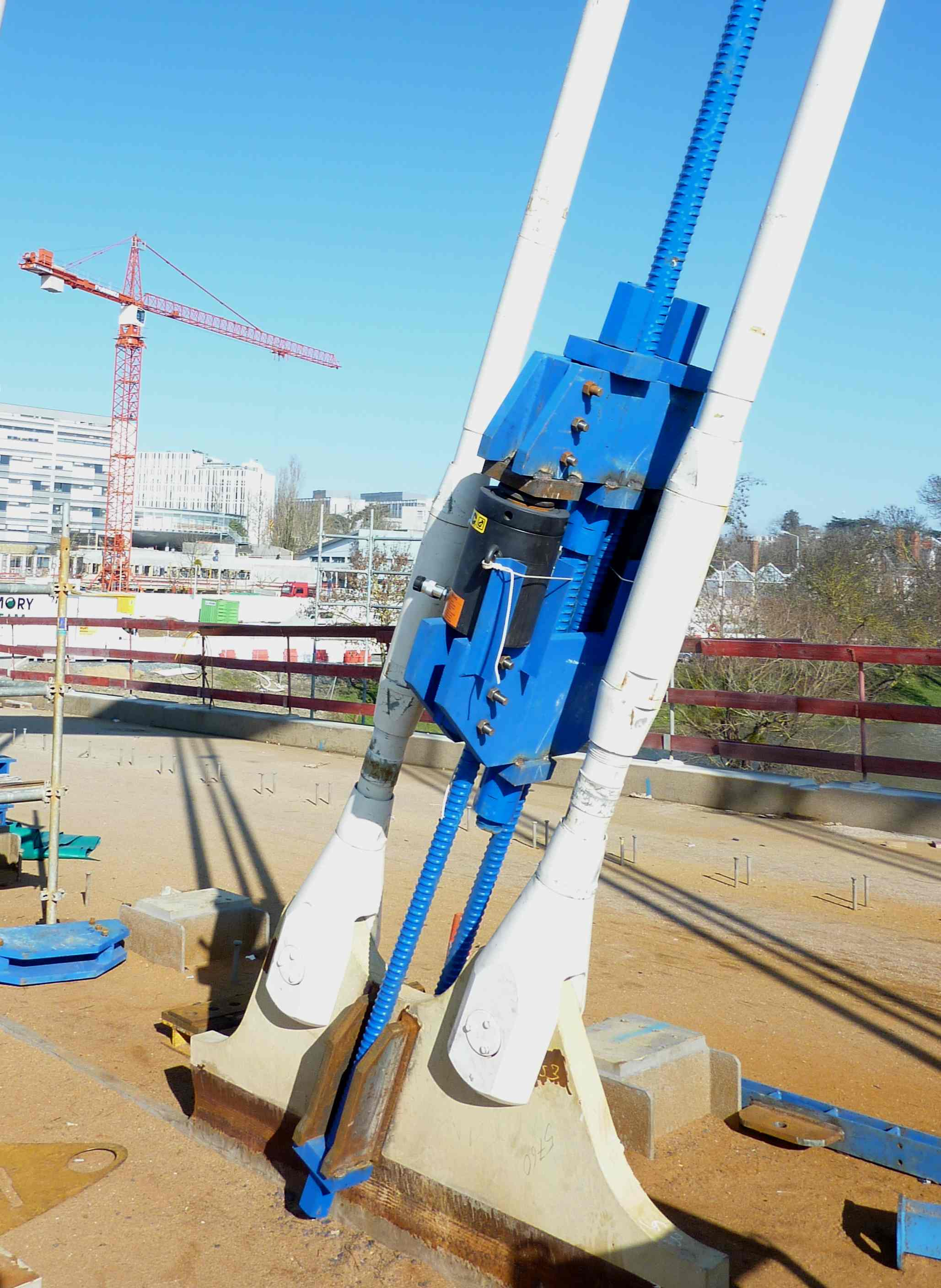
Vérins de réglage des suspentes
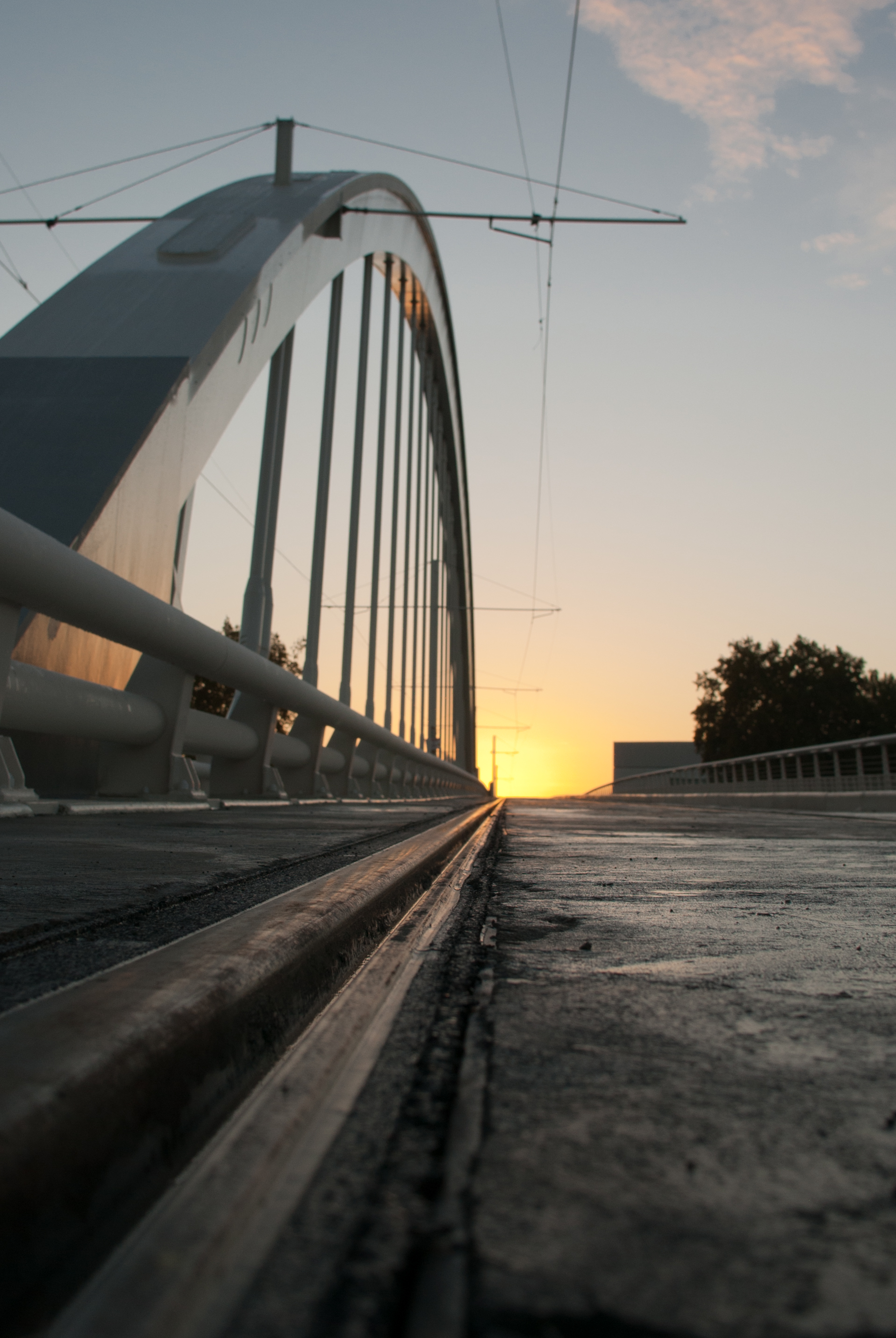
Câble de l'arche au niveau du rail du tramway

## Coût de l'opération
Le pont Confluences, qui est compris dans le coût global du projet du tramway d'Angers, avoisinait les vingt millions d'euros HT selon les estimations au début des travaux, cependant, il a été revu à la hausse pour finalement approcher les vingt sept millions d'euros HT, soit près de 10 % du budget total du tramway. Cet écart est notamment dû à la nécessité de renforcer les fondations initialement prévues, à la suite de reconnaissances géotechniques complémentaires effectuées durant les travaux, et également à la hausse du prix de l'acier. Le budget total du tram est assuré en grande partie par la communauté d'agglomération d'Angers Loire Métropole et par le biais de subventions issues de la Région (6,6 M€), de l'État et de l'Europe.

## Sources